# 羅金漢內閣
羅金漢侯爵曾兩度組閣任英國首相。第一次由1765年7月至1766年7月；第二次組閣則在1782年3月，直至1782年7月因羅金漢病逝而解散。

## 羅金漢內閣

### 第一次羅金漢內閣（1765年7月—1766年7月）
- 羅金漢侯爵：第一財政大臣兼上議院領袖
- 諾輝頓伯爵（The Earl of Northington）：大法官
- 溫奇爾西伯爵（The Earl of Winchilsea）：樞密院議長
- 泰恩河畔紐卡斯爾公爵：掌璽大臣
- 威廉·鄧德斯韋（William Dowdeswell）：財政大臣
- 格拉夫頓公爵：北方大臣
- 亨利·西摩·康韋：南方大臣兼下議院領袖
- 格蘭比侯爵：軍械總局局長
- 埃格蒙特伯爵（The Earl of Egmont）：第一海軍大臣
- 坎伯蘭公爵：不管部大臣

#### 變動
- 1765年10月：坎伯蘭公爵逝世
- 1766年5月：格拉夫頓公爵從內閣辭職，北方大臣一職由亨利·西摩·康韋接替，里奇蒙公爵則入閣任南方大臣。

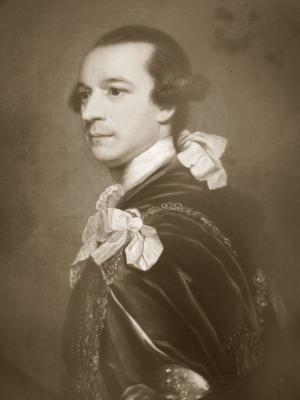
羅金漢侯爵

### 第二次羅金漢內閣（1782年3月—1782年7月）
- 羅金漢侯爵：第一財政大臣兼上議院領袖
- 瑟洛勳爵（The Lord Thurlow）：大法官
- 康登勳爵（The Lord Camden）：樞密院議長
- 格拉夫頓公爵：掌璽大臣
- 謝爾本伯爵：內務大臣
- 查爾斯·詹姆士·福克斯：外務大臣兼下議院領袖
- 凱佩爾子爵（The Viscount Keppel）：第一海軍大臣
- 亨利·西摩·康韋：英軍總司令
- 里奇蒙公爵：軍械總局局長
- 約翰·卡文迪許勳爵：財政大臣
- 阿什伯頓勳爵：蘭卡斯特公爵領地總裁